# La Plebe

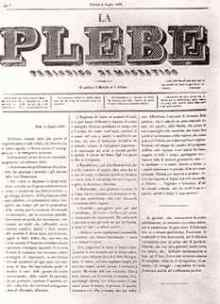
La Plebe del 4 luglio 1868

La Plebe è stata una rivista italiana di cultura e politica. Fu fondata a Lodi nel 1868 dal politico e giornalista Enrico Bignami.

## Storia
Fu una delle prime pubblicazioni che affiancarono la nascita in Italia del movimento socialista, divenendo organo della "Federazione Alta Italia dell'Associazione Internazionale dei Lavoratori" fondata nel 1876 da Bignami e da Osvaldo Gnocchi-Viani.
Nel 1879 pubblicò l'appello di Andrea Costa intitolato Ai miei amici di Romagna, in cui il politico imolese indicava la necessità di una svolta tattica del movimento socialista, che doveva passare dalla «propaganda per mezzo dei fatti» a un lavoro di diffusione di principii, che non avrebbe presentato risultati immediati, ma avrebbe ripagato sul medio periodo. Ciò determinò la separazione dei socialisti dagli anarchici, che fu definitivamente sancita nel 1892 a Genova al Congresso di fondazione del Partito dei Lavoratori Italiani.
Attraverso diverse fasi La Plebe continuò le sue pubblicazioni fino al 1883.